# Samuel Piette
Samuel Piette (Le Gardeur, 1994. november 12. –) kanadai válogatott labdarúgó, a Montréal középpályása és csapatkapitánya.

## Pályafutása

### Klubcsapatokban
Piette a kanadai Le Gardeur községben született. Az ifjúsági pályafutását a francia Lanaudiere,  Boisbriand és Metz csapatában kezdte, majd a német Fortuna Düsseldorf akadémiájánál folytatta.
2013-ban mutatkozott be a Fortuna Düsseldorf másodosztályban szereplő felnőtt keretében. 2014-ben a spanyol Deportivo La Coruña B szerződtette. A 2015–16-os szezon első felében a Racing Ferrol csapatát erősítette kölcsönben. 2016-ban az Izarrához igazolt. 2017. augusztus 3-án szerződést kötött az észak-amerikai első osztályban érdekelt Montréal együttesével. Először a 2017. augusztus 13-ai, Philadelphia Union ellen 3–0-ra megnyert mérkőzésen lépett pályára. Első gólját 2020. szeptember 14-én, a Vancouver Whitecaps ellen idegenben 4–2-es győzelemmel zárult találkozón szerezte meg.

### A válogatottban
Piette az U17-es, az U20-as és az U23-as korosztályú válogatottakban is képviselte Kanadát.
2012-ben debütált a felnőtt válogatottban. Először a 2012. június 4-ei, USA ellen 0–0-ás döntetlennel zárult mérkőzés 86. percében, Julián De Guzmánt váltva lépett pályára.

## Statisztikák
2024. augusztus 25. szerint
| Klub     | Szezon   | Osztály  | Bajnokság | Bajnokság | Kupa  | Kupa | Nemzetközi | Nemzetközi | Összesen | Összesen |
| Klub     | Szezon   | Osztály  | Meccs     | Gól       | Meccs | Gól  | Meccs      | Gól        | Meccs    | Gól      |
| -------- | -------- | -------- | --------- | --------- | ----- | ---- | ---------- | ---------- | -------- | -------- |
| Montréal | 2017     | MLS      | 11        | 0         | 0     | 0    | —          | —          | 11       | 0        |
| Montréal | 2018     | MLS      | 34        | 0         | 2     | 0    | —          | —          | 36       | 0        |
| Montréal | 2019     | MLS      | 25        | 0         | 4     | 0    | —          | —          | 29       | 0        |
| Montréal | 2020     | MLS      | 23        | 1         | 0     | 0    | 4          | 0          | 27       | 1        |
| Montréal | 2021     | MLS      | 25        | 1         | 3     | 0    | —          | —          | 28       | 1        |
| Montréal | 2022     | MLS      | 28        | 0         | 2     | 0    | —          | —          | 30       | 0        |
| Montréal | 2023     | MLS      | 16        | 0         | 0     | 0    | 1          | 0          | 17       | 0        |
| Montréal | 2024     | MLS      | 19        | 1         | 1     | 0    | 2          | 0          | 22       | 1        |
| Összesen | Összesen | Összesen | 181       | 3         | 12    | 0    | 7          | 0          | 200      | 3        |

### A válogatottban
| Válogatott | Év       | Pályára lépés | Gól |
| ---------- | -------- | ------------- | --- |
| Kanada     | 2012     | 1             | 0   |
| Kanada     | 2013     | 6             | 0   |
| Kanada     | 2014     | 2             | 0   |
| Kanada     | 2015     | 12            | 0   |
| Kanada     | 2016     | 8             | 0   |
| Kanada     | 2017     | 8             | 0   |
| Kanada     | 2018     | 3             | 0   |
| Kanada     | 2019     | 6             | 0   |
| Kanada     | 2020     | 3             | 0   |
| Kanada     | 2021     | 11            | 0   |
| Kanada     | 2022     | 6             | 0   |
| Kanada     | 2023     | 1             | 0   |
| Kanada     | 2024     | 2             | 0   |
| Összesen   | Összesen | 69            | 0   |

## Sikerei, díjai
Montréal
- Kanadai Kupa
  - Győztes (2): 2019, 2021
  - Döntős (1): 2023